# Lacosamide
Le lacosamide est un médicament antiépileptique dans le traitement des crises partielles complexes avec ou sans généralisation secondaire chez les adultes, les adolescents (à partir de 16-18 ans) et les enfants à partir de 4 ans ayant une épilepsie réfractaire aux traitements. Il est commercialisé sous le nom de Vimpat. Il se classe comme un médicament de deuxième ligne pour le traitement antiépileptique lorsque tous les traitements pharmacologique de première ligne semblent insatisfaisant. Le lacosamide agit dans le cerveau pour arrêter la propagation de l'activité épileptique. Le mode d'action exact du lacosamide pour traiter les crises épileptiques n'est pas encore bien connu, les données étant encore insuffisantes pour évaluer la balance bénéfice/risque en cas de prescription des nouveaux antiépileptiques, surtout ceux qui ont une AMM de moins de 10 ans. Ce médicament antiépileptique est de troisième génération (2010), il est  utilisé chez l’enfant dans le cadre de protocoles thérapeutiques dans les épilepsies pharmacorésistantes. Le lacosamide n'est pas recommandé pour les personnes qui présentent un bloc AV du 2e ou du 3e degré, il peut causer des anomalises a l'électrocardiogramme.

## Pharmacologie
Il agit sur les canaux sodiques comme mécanisme d’action, montrant un spectre étroit pour le traitement de l’épilepsie focale. Médicament antiépileptique de troisième génération, le lacosamide agit sur les canaux de sodium principalement, avec une action mineure sur le CMRP-2 ( Collapsin response mediator protein–2). Le traitement par Vimpat a été associé à des sensations de vertiges qui peuvent augmenter le risque de survenue de blessure ou de chute accidentelle. Par conséquent, les patients doivent être avertis de ne pas effectuer d'effort physique sans précaution et un risque faible d'ataxie.

## Histoire
Le développement du lacosamide trace ses origines aux travaux du Dr Harold Kohn au Texas. En 1973, "(l)'intérêt scientifique initial de Kohn était de comprendre le mécanisme d'action de la biotine, une coenzyme de faible poids moléculaire, nécessaire aux réactions biologiques de transfert de dioxyde de carbone." Ses études mènent au développement d'une structure chimique de base, sur laquelle on pourrait ajouter d'autres molécules pour améliorer les effets  anticonvulsivantes de cette structure. Il propose environ 250 dérivés de ce qu'on connait aujourd'hui comme la lacosamide. Par un programme de dépistage de l'Institut national américain des troubles neurologiques et des accidents vasculaires cérébraux (NINDS), les propriétés anticonvulsivantes du lacosamide se montrent petit à petit. En 2000, Schwarz Pharma (Monnheim, Allemagne) et Harris FRC Corporation se sont associés dans le développement préclinique et clinique du lacosamide, et le composé a été approuvé pour la première fois pour une utilisation clinique en 2008 aux USA.